# 巨囊碘泡虫
巨囊碘泡虫（学名：Myxobolus macrocapsularis）为碘泡科碘泡虫属的动物。分布于俄罗斯、印度以及广东、湖北、四川、浙江、江西等，营寄生生活，寄生在鲤、鲫、嘉定棒花鱼的鳃、青鱼的鳃、肾、鲢的鳃、肾、肠、团头鲂的鳃、肾、膀胱、黄颡鱼的肾、肠、膀胱、鲮的肾、棒花鱼的肾、肠、膀胱以及鳊的膀胱。